# Ulf Störling
Ulf Störling, född 9 april 1959 i Sankt Matteus församling, Stockholms stad, är fiolspelman med Zorns guldmärke och fiolbyggare, bosatt i Insjön.
Som tioåring, mitt under folkmusikvågen, flyttade Störling till Arbrå i Hälsingland och började snart spela folkmusik tillsammans med morfadern Werner Röstberg (1905-1991) från Växsjö i Bollnäs som var husbehovsspelman på dragspel. Redan i 13-årsåldern blev Störling mycket intresserad av äldre låtar och spelstilar i södra Hälsingland och började göra efterforskningar i ämnet. Särskilt viktig som förebild blev Jonas Olsson, "Olles Jonke", från  Galven mellan Alfta och Arbrå, med sitt ålderdomliga spelsätt. Andra förebilder är Johan Hall, Edvin Bergqvist, Olle Nordén (d.ä.), Mauritz Callmyr, Hugo Ljungström, Nils Frisk och Johan Nord. Störling erhöll Hälsingehambostipendiet 1974 och Zorns guldmärke 2008.

## Inspelningar

### Diskografi
- 1980 – Voxnadalslåtar (med Alfta spelmanslag) (LP)
- 1982 – Unga spelmän från Hälsingland (diverse spelmän) (LP)
- 1984 – Listiga Jonsson (med Tony Wrethling) (LP)
- 1985 – Kom du min Kesti, spelmansduetter (med Anders Rosén och Kjell Westling) (LP)
- 1988 – Spelmansmenuetter (med Anders Rosén) (Kassett)
- 1988 – I polskatagen (LP)
- 1993 – I hambotagen (med Anders Rosén och Kjell Westling) (CD)
- 1997 – Som förr, låtar till gästrikedanser (med Tony Wrethling) (CD)
- 1998 – From-Olle, Spelman från Järvsö (album med diverse spelmän) (CD)
- 2002 – Kringliga låtar efter Snickar-Erik Olsson (med Roland Keijser) (CD)
- 2002 – Folk Acts Sweden 2002 (CD) (diverse spelmän och grupper)
- 2006 – Bland Winblad och Tulpan (CD) (med Anders Henriksson)

### Övriga inspelningar
- Svenskt visarkiv

## Medverkan i radio
- 1983 - Hälsingelåtar (spelade av Gunnar Östergårds, Ulf Störling och Bengt Jonsson) (SR, P2)
- 1986 - Hälsingepolskor (Ulf Störling och Anders Rosén spelar) (SR, P2)
- 1991 - Filikromen (Hugo Ljungström berättar, Gunnar Östergårds, Ulf Störling, Bengt Jonsson, Hans-Olov Olsson, Johan Ask och Tony Wrethling spelar) (SR, P2)
- 1991 - Gammal dans (Anders Rosén, Kjell Westling och Ulf Störling spelar) (SR, P2)
- 1991 - Folkmusikfest (inför sommarens spelmansstämmor samlades spelmän och dansare i Sandviken till en flera timmar lång musikfest) (SR, P2)
- 2008 - Mitt i musiken (Årets mottagare av Zorns guldmärke, Ulf Störling, presenteras och spelar en låt) (SR, P2)